# Reflektor
Reflektor é o quarto álbum de estúdio da banda canadense Arcade Fire, lançado em 29 de outubro de 2013. Um álbum duplo, foi co-produzido pelo vocalista do LCD Soundsystem James Murphy, o produtor Markus Dravs e a própria banda.
Uma campanha de marketing de guerrilha com desenhos vevês, fortemente influenciada pelo estilo musical haitiano rara, pelo filme Orfeu Negro e também pelo ensaio de Søren Kierkegaard denominado "A Era Presente" precedeu o lançamento de Reflektor. Em seguida "Reflektor", a primeira faixa do álbum, foi lançada como single. A canção foi atribuída a banda fictícia The Reflektors, em 9 de setembro de 2013, com a participação de David Bowie nos vocais, em uma rara participação de featuring em músicas.

## Campanha viralReflektor

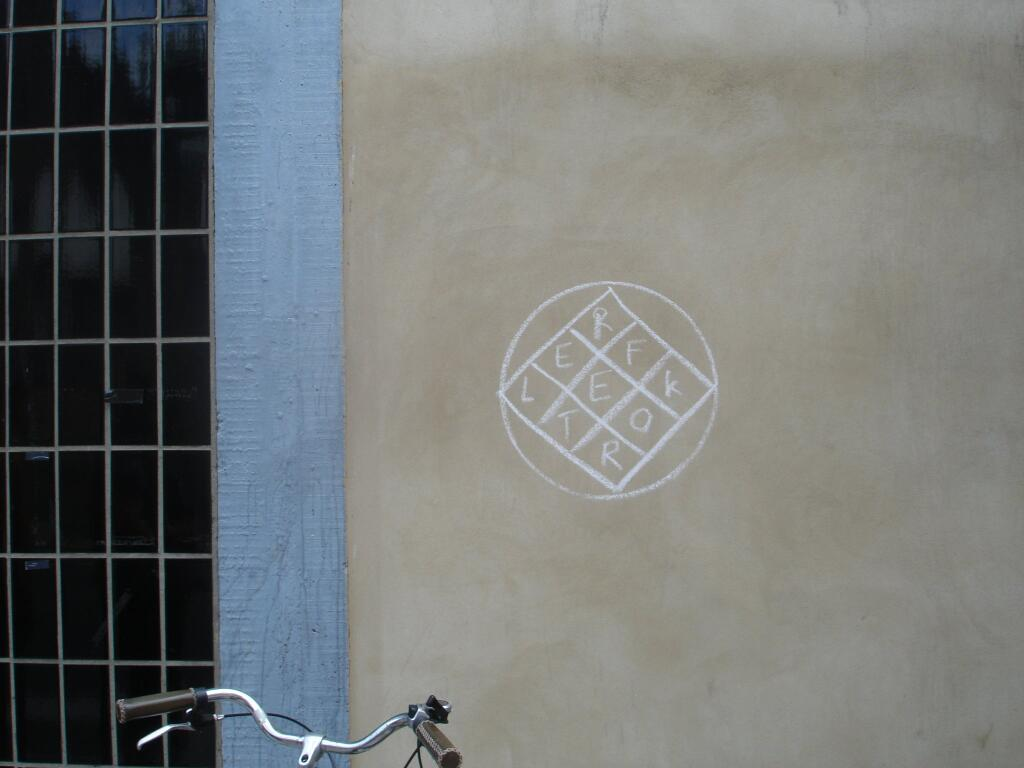
Um exemplo do grafite Reflektor.

No início de agosto, um logotipo enigmático, que incorporou a palavra "reflektor", apareceu em algumas cidades ao redor do mundo. A arte de rua foi relatado para ser parte de uma campanha de marketing de guerrilha para o novo álbum do Arcade Fire. O próximo álbum e sua data de lançamento já havia sido anunciado por meio de uma mensagem no Twitter, escrito como resposta para um fã. Uma conta no Instagram postou algumas fotos do símbolo, e incluiu um vídeo de um sendo desenhado.
No dia 26 de agosto, Arcade Fire confirmou que os desenhos estavam relacionados a eles, com um grande mural em um prédio no centro de Manhattan, que incluiu quatro dos símbolos e as palavras "Arcade Fire 21:00 9/9". Em 9 de setembro de 2013, a banda lançou dois vídeos para o primeiro single do álbum. Mais tarde Win Butler escreveu que o grafite Reflektor foi inspirado nos desenhos vevês haitianos.
A campanha Reflektor recebeu criticas negativas, quando um artigo da revista americana Slate em setembro de 2013 descreveu alguns casos de danos materiais resultados das propagandas. A banda fez um pedido de desculpas, explicando que o estêncil nas paredes foram feitos com o uso giz e outras ferramentas laváveis, ao invés de tinta spray, ou colas de ligação sobre os anúncios de papel.
A capa do álbum (que também foi revelado em 9 de setembro de 2013) é uma imagem da escultura de Orfeu e Eurídice de Auguste Rodin.

## Lançamento
A banda lançou um clipe de 15 segundos no Spotify em 02 de setembro de 2013, intitulado "9:00 9/9", sob o nome do álbum Reflektor.  Em 09 de setembro de 2013, a banda anunciou um show secreto no último minuto sob o nome "The Reflektors" no Salsathèque Club em Montreal, às 21:00. Em 28 de setembro banda se apresenta no Saturday Night Live, com um show especial de 30 minuto transmitida pela emissora americana NBC. O show, dirigido por Roman Coppola, teve algumas especiais, incluindo Bono, Ben Stiller, James Franco, Michael Cera e Zach Galifianakis. A banda estreou três faixas, "Here Comes the Night Time", "We Exist" e "Normal Person". Em 12 de outubro, a banda lançou um teaser de 30 segundos da canção "Awful Sound (Oh Eurydice)".

## Recepção
A revista Rolling Stone deu ao álbum uma classificação de quatro estrelas e meia, e declarou "Esse álbum é um resumo perfeito da ainda fervente banda nascida indie, depois de uma década de sucesso mainstream , e especificamente, a decisiva ambição indulgente em Reflektor: o álbum dois em um, 75 minutos de gravação das 13 músicas e o melhor álbum que Arcade Fire já fez."[carece de fontes?]

## Faixas
Em 23 de setembro de 2013, a banda revelou a tracklist na sua página oficial do Facebook.
| Disco um |                             |         |  |
| N.º      | Título                      | Duração |  |
| 1.       | "Reflektor"                 | 7:34    |  |
| 2.       | "We Exist"                  | 5:44    |  |
| 3.       | "Flashbulb Eyes"            | 2:42    |  |
| 4.       | "Here Comes the Night Time" | 6:30    |  |
| 5.       | "Normal Person"             | 4:22    |  |
| 6.       | "You Already Know"          | 3:59    |  |
| 7.       | "Joan of Arc"               | 5:26    |  |

| Disco dois |                                |         |  |
| N.º        | Título                         | Duração |  |
| 1.         | "Here Comes the Night Time II" | 2:52    |  |
| 2.         | "Awful Sound (Oh Eurydice)"    | 6:13    |  |
| 3.         | "It's Never Over (Oh Orpheus)" | 6:42    |  |
| 4.         | "Porno"                        | 6:02    |  |
| 5.         | "Afterlife"                    | 5:52    |  |
| 6.         | "Supersymmetry"                | 11:16   |  |